# Osnovni teorem o racionalnim nultočkama
Osnovni teorem o racionalnim nultočkama je jedan od temeljnih teorema u algebri. 
Tvrdi da ako su {\displaystyle p,q} relativno prosti brojevi i ako je {\displaystyle {\frac {p}{q}}} jedna nultočka polinoma {\displaystyle P(x)=a_{n}x^{n}+a_{n-1}x^{n-1}+...+a_{0}} s cjelobrojnim koeficijentima {\displaystyle a_{n},a_{n-1},...,a_{0}\in \mathbb {Z} ,a_{n},a_{0}\neq 0,} tada {\displaystyle p\vert a_{0}} te {\displaystyle q\vert a_{n}}.
Uočimo da je lako vidjeti da je tvrdnja teorema istinita ako je {\displaystyle q=1}, tj. ako polinom ima cjelobrojnu nultočku {\displaystyle p\in \mathbb {Z} } jer tada će očito {\displaystyle p} dijeliti slobodni član {\displaystyle a_{0}}, a uvjet {\displaystyle q\vert a_{n}} trivijalno je zadovoljen.

## Dokaz
Neka imamo polinom {\displaystyle P(x)\ =\ a_{n}x^{n}+a_{n-1}x^{n-1}+\cdots +a_{0}} s koeficijentima {\displaystyle a_{0},\ldots a_{n}\in \mathbb {Z} .} Pretpostavimo da je {\displaystyle {\frac {p}{q}}} nultočka polinoma {\displaystyle P(x)}, tj. da je {\displaystyle P({\frac {p}{q}})=0} za neka dva relativno prosta broja {\displaystyle p,q\in \mathbb {Z} }. 
Dakle, vrijedi
{\displaystyle P\left({\tfrac {p}{q}}\right)=a_{n}\left({\tfrac {p}{q}}\right)^{n}+a_{n-1}\left({\tfrac {p}{q}}\right)^{n-1}+\cdots +a_{1}\left({\tfrac {p}{q}}\right)+a_{0}=0.}
Pomnožimo obje strane jednakosti s {\displaystyle q^{n}}. Dobivamo
{\displaystyle a_{n}p^{n}+a_{n-1}p^{n-1}q+\cdots +a_{1}pq^{n-1}+a_{0}q^{n}=0.}
Transformirajmo sada jednakost u pogodniji oblik:
{\displaystyle p\left(a_{n}p^{n-1}+a_{n-1}qp^{n-2}+\cdots +a_{1}q^{n-1}\right)=-a_{0}q^{n}.}
Dakle, {\displaystyle p} dijeli {\displaystyle a_{0}q^{n}}. No, kako su {\displaystyle p,q} relativno prosti, prema Euklidovoj lemi su i {\displaystyle p,q^{n}} također relativno prosti što znači da mora biti {\displaystyle p\vert a_{0}}.
Slično ćemo transformirati jednakost u ovaj oblik
{\displaystyle q\left(a_{n-1}p^{n-1}+a_{n-2}qp^{n-2}+\cdots +a_{0}q^{n-1}\right)=-a_{n}p^{n}.}
Analogno slijedi {\displaystyle q\vert a_{n}}, što je i trebalo pokazati.